# Когда любовь расправляет крылья
Когда любовь расправляет крылья (англ. When Love Took Wings) — американская короткометражная кинокомедия Роско Арбакла 1915 года.

## Сюжет
У отца девушки серьезная проблема: сразу три претендента просят руки его дочери, а он не может определиться, кого выбрать.

## В ролях
- Роско 'Толстяк' Арбакл — Фэтти
- Олли Карлайл — девушка
- Фрэнк Хейз — отец девушки
- Эл Сент-Джон — Хэнк, соперник Фэтти
- Джо Бордо — соперник Фэтти
- Тед Эдвардс — министр
- Глен Кевендер — полицейский